# Tovah Feldshuh
Terri Sue Feldshuh, detta Tovah (New York, 27 dicembre 1948), è un'attrice, cantante e commediografa statunitense.

## Biografia
Sposata dal 1977 con lo sceneggiatore Andrew Levy con cui ha avuto due figli di nome Garson e Amanda Levy. È nota principalmente per aver interpretato il ruolo di Madame Z nel film Baciati dalla sfortuna.

## Filmografia parziale

### Cinema
- Rock Machine (The Idolmaker), regia di Taylor Hackford (1980)
- Daniel, regia di Sidney Lumet (1983)
- Chi più spende... più guadagna! (Brewster's Millions), regia di Walter Hill (1985)
- A Walk on the Moon - Complice la luna (A Walk on the Moon), regia di Tony Goldwyn (1999)
- Happy Accidents, regia di Brad Anderson (2000)
- Kissing Jessica Stein, regia di Charles Herman-Wurmfeld (2001)
- The Tollbooth, regia di Debra Kirschner (2004)
- Baciati dalla sfortuna (Just My Luck), regia di Donald Petrie (2006)
- Lady in the Water, regia di M. Night Shyamalan (2006)
- O' Jerusalem, regia di Elie Chouraqui (2006)
- Tutto può accadere a Broadway (She's Funny That Way), regia di Peter Bogdanovich (2014)
- Angelica, regia di Mitchell Lichtenstein (2015)
- Clifford - Il grande cane rosso (Clifford the Big Red Dog), regia di Walt Becker (2021)
- Armageddon Time - Il tempo dell'apocalisse (Armageddon Time), regia di James Gray (2022)

### Televisione
- I Ryan (Ryan's Hope) – serial TV, 12 puntate (1976)
- Olocausto (Holocaust) – miniserie TV, 4 episodi (1978)
- Mariah – serie TV, 7 episodi (1987)
- Law & Order - I due volti della giustizia (Law & Order) – serie TV, 13 episodi (1991-2007)
- Così gira il mondo (As the World Turns) – serial TV, 13 puntate (1994)
- Crossing Jordan – serie TV, episodi 5x19-5x21-6x15 (2006-2007)
- Ugly Betty – serie TV, episodio 4x12 (2010)
- The Good Wife – serie TV, episodio 1x18 (2010)
- Law & Order: Criminal Intent – serie TV, episodio 10x08 (2011)
- Covert Affairs – serie TV, episodi 3x12-3x14 (2012)
- The Walking Dead – serie TV, 11 episodi (2015-2016)
- Blue Bloods – serie TV, episodio 5x18 (2015)
- Crazy Ex-Girlfriend – serie TV, 10 episodi (2015-2017)
- Flesh and Bone – miniserie TV, 7 episodi (2015)
- Salvation – serie TV, episodi 1x10-1x12-1x13 (2017)
- Chicago Justice – serie TV, episodio 1x01 (2017)
- Bull – serie TV, episodio 3x13 (2019)
- Scene da un matrimonio (Scenes from a Marriage) – miniserie TV, episodio 1x05 (2021)
- Shelter – serie TV (2023)

## Teatro (parziale)
- Cyrano de Bergerac, di Edmond Rostand. Palace Theatre di Broadway (1973)
- Dreyfus in Rehearsal, di Jean-Claude Grumberg. Ethel Barrymore Theatre di Broadway (1974)
- Rodgers & Hart, di libretto di Lorenz Hart, colonna sonora di Richard Rodgers. Helen Hayes Theater di Broadway (1975)
- Yentl, di Leah Napolin. Eugene O'Neill Theatre di Broadway (1975)
- Peter Pan, libretto di Carolyn Leigh, Betty Comden, Adolph Green e Jerome Robbins, musiche di Mark Charlap e Jule Styne. North Shore Music Theatre di Beverly (1978)
- Saravá, libretto di N. Richard Nash, colonna sonora di Mitch Leigh. Al Hirschfeld Theatre di Broadway (1979)
- The Sound of Music, libretto di Russel Crouse, Howard Lindsay, Oscar Hammerstein II, colonna sonora di Richard Rodgers. Melody Top Theatre di Milwaukee (1984)
- Lend Me a Tenor, di Ken Ludwig. Bernard B. Jacobs Theatre di Broadway (1989)
- I monologhi della vagina, di Eve Ensler. Westside Theatre dell'Off-Broadway (2001)
- Golda's Balcony, di William Gibson. Helen Hayes Theatre di Broadway (2003)
- Hello, Dolly!, libretto di Michael Stewart, colonna sonora di Jerry Herman. Paper Mill Playhouse di Millburn (2006)
- Irena's Vow, di Dan Gordon. Walter Kerr Theatre di Broasway (2009)
- Arsenico e vecchi merletti, di Joseph Kesselring. Dallas Theater di Dallas (2011)
- Gypsy: A Musical Fable, libretto di Arthur Laurents e Stephen Sondheim, colonna sonora di Jule Styne. Bristol Riverside Theatre di Bristol (2011)
- Volpone, di Ben Jonson. Lucille Lortel Theatre dell'Off-Broadway (2012)
- Pippin, libretto di Bob Fosse, colonna sonora di Stephen Schwartz. Music Box Theatre di Broadway (2013)
- Funny Girl, libretto di Isobel Lennart, testi di Bob Merrill, colonna sonora di Jule Styne. August Wilson Theatre di Broadway (2022)

## Riconoscimenti
- Drama Desk Award
  - 1975 – Candidatura per la miglior attrice in un'opera teatrale per Yentl
  - 1989 – Miglior attrice non protagonista in un'opera teatrale per Lend Me A Tenor
  - 1993 – Candidatura per la miglior attrice non protagonista in un musical per Hello Muddah, Hello Faddah!
  - 2003 – Miglior performance solista
- Premio Emmy
  - 1978 – Candidatura per la miglior attrice non protagonista in una serie drammatica per Olocausto
  - 2003 – Candidatura per la miglior attrice guest star in una serie drammatica per Law & Order
- Satellite Award
  - 2003 – Migliore attrice non protagonista per Kissing Jessica Stein
- Saturn Award
  - 2016 – Candidatura per la miglior attrice non protagonista in una serie drammatica per The Walkind Dead
- Theatre World Award
  - 1976 – Miglior performance solista per Yentl
- Tony Award
  - 1976 – Candidatura per la miglior attrice protagonista in un'opera teatrale per Yentl
  - 1979 – Candidatura per la miglior attrice protagonista in un musical per Sarava
  - 1989 – Candidatura per la miglior attrice non protagonista in un'opera teatrale per Lend Me A Tenor
  - 2004 – Candidatura per la miglior attrice protagonista in un'opera teatrale per Golda's Balcony

## Doppiatrici italiane
Nelle versioni in italiano delle opere in cui ha recitato, Tovah Feldshuh è stata doppiata da:
- Cinzia De Carolis in The Walking Dead, Salvation, Crazy Ex Girlfriend
- Angiola Baggi in Law & Order - I due volti della giustizia (st. 8-10), Flesh and Bone
- Alessandra Korompay in Law & Order - I due volti della giustizia (st. 11), Nobody Wants This
- Melina Martello in Armageddon Time - Il tempo dell'apocalisse, Shelter
- Micaela Esdra in Olocausto (doppiaggio 1979)
- Roberta Federici in Olocausto (ridoppiaggio 1986)
- Fabrizia Castagnoli in Law & Order - I due volti della giustizia (st. 6-7, 13, 17)
- Silvia Tognoloni in Law & Order - I due volti della giustizia (st. 14)
- Paila Pavese in A Walk on the Moon - Complice la luna
- Solvejg D'Assunta in Baciati dalla sfortuna
- Antonella Giannini in Scene da un matrimonio
- Maria Pia Di Meo in Kissing Jessica Stein
- Monica Pariante in Law & Order: Criminal Intent
- Lorenza Biella in Blue Bloods
- Rita Savagnone in Bull
- Stefania Romagnoli in The Good Wife